# Sylvia Rafael
Sylvia Rafael (* 1. April 1937 in Graaff-Reinet, Südafrika; † 9. Februar 2005 in Pretoria, Südafrika) war eine israelische Geheimdienstagentin.

## Leben

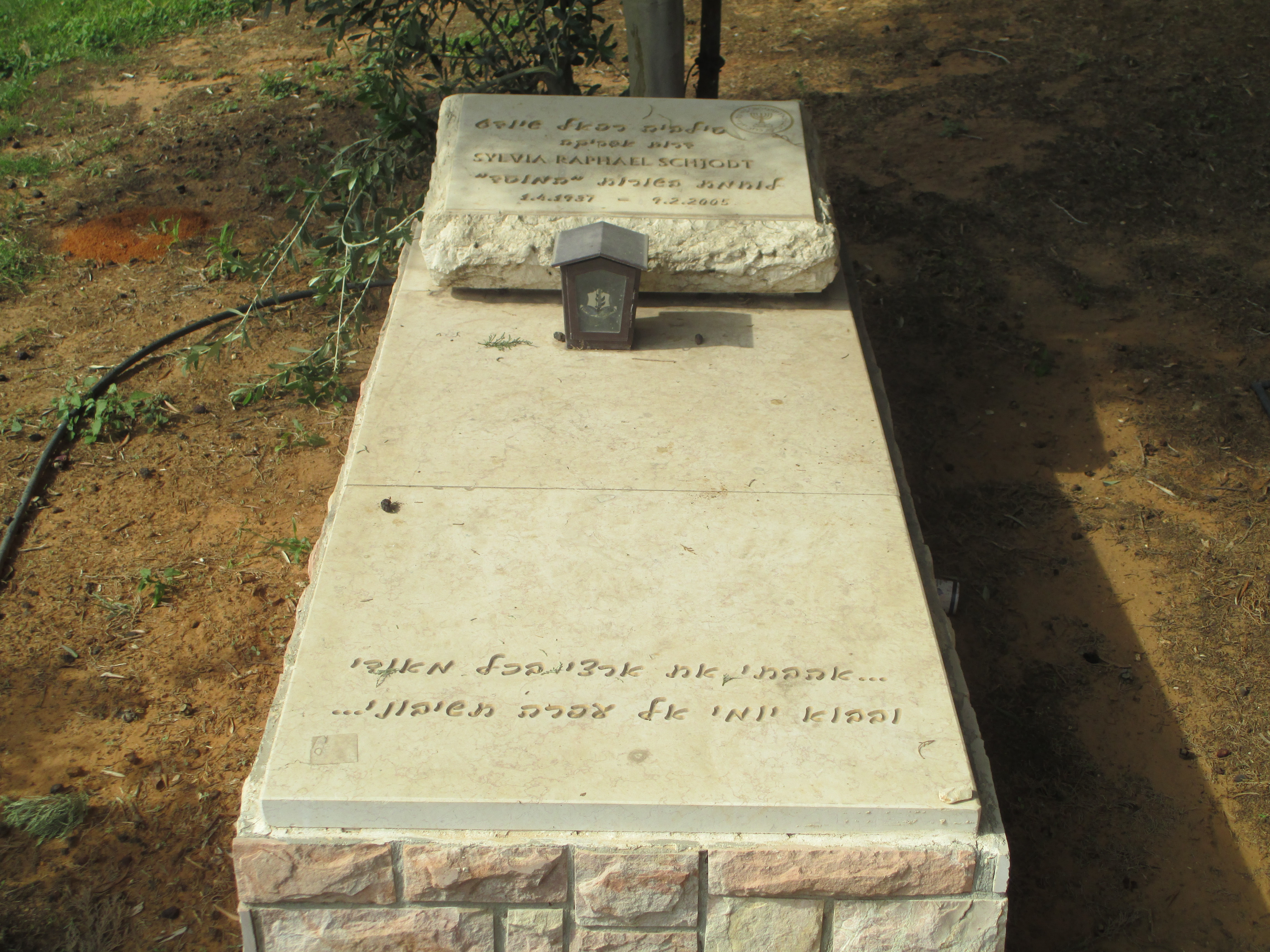
Sylvia Rafaels Grab

Sie wurde im Jahre 1937 in Südafrika als Tochter eines jüdischen Vaters und einer christlichen Mutter geboren. Von ihrem Vater erfuhr sie, dass viele ihrer Verwandten im Holocaust ermordet wurden. 1963 wanderte sie nach Israel aus und lebte zunächst in einem Kibbuz, wo sie in einer Konservenfabrik arbeitete. Später war sie als Lehrerin tätig.
Nachdem sie nach Tel Aviv gezogen war, wurde sie vom Mossad rekrutiert. Sylvia Rafael erhielt bei ihrer Ausbildung zur Mossad-Agentin als „väterlichen Freund“  Jaakov Meidad. Sie wurde als Agentin nach Paris gesandt, wobei sie den Namen der wirklich existierenden kanadischen Fotojournalistin Patricia Roxburgh benutzte. Außerdem wirkte sie an der Liquidierung von Drahtziehern des Olympiaattentates mit.
Sie wurde 1974 in Norwegen wegen ihrer Beteiligung an der Liquidierung Ahmed Bouchikis in Lillehammer am 21. Juli 1973 zu fünfeinhalb Jahren Freiheitsstrafe verurteilt. Bouchiki war mit dem Schwarzer-September-Terrorchef Ali Hassan Salameh verwechselt worden. Nach bereits 15 Monaten Haft wurde sie freigelassen und im Mai 1975 aus Norwegen ausgewiesen.
Sie heiratete ihren norwegischen Strafverteidiger Annæus Schjødt, schied aus dem israelischen Geheimdienst aus und reiste nach Norwegen ein. In Norwegen wurde sie später des Terrorismus beschuldigt und 1977 deshalb erneut ausgewiesen. 1992 zog sie mit ihrem Gatten nach Südafrika, wo sie 2005 an Leukämie starb.

## Rezeption
Moti Kfir und Ram Oren würdigten in ihrem Buch „Sylvia Rafael. Mossad-Agentin“ das Leben und Wirken der jüdischen Frau.
Sylvia Rafael wird in Israel als die „Heldin von Lillehammer“  beschrieben, weil sie ihr Geheimnis wahrte, so dass später ein norwegischer Richter sagte, dass auch Norwegen gerne eine Sylvia gehabt hätte.

„ Sylvia ist bis heute eine bekannte Figur in Israel. Als sie nach zwei Jahren Gefängnis heim nach Israel kam, erkannte man sie auf der Straße: „Sie sind doch die Heldin von Lillehammer!“ […] Das bezog sich darauf, dass sie für ihr Land ins Gefängnis ging, dass sie beim Verhör nichts, rein gar nichts verraten hat über ihren Einsatz. Sie blieb eisern, bis Israel einen Anwalt schickte, der ihre Tarnung aufdeckte. Das machte sie nicht nur in Israel zur Heldin. In den Gerichtsakten fand ich den Satz des Richters: „Ich wünschte, auch Norwegen hätte eine Sylvia.““